# Kaseinmålning
Kaseinmålning är en sedan äldsta tid i Italien känd metod för väggmålning, där kasein ingår som bindemedel.

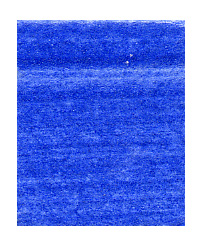
En färg gjord av kasein och naturlig ultramarin på papper

Kaseinmålning är användbar på alla ytor, där limfärg kan begagnas. Till skillnad från limfärg har kaseinfärg större hållbarhet, och färgerna får en mer sammetsartad och djupare ton, likt matta oljefärger. Kaseinfärgen kan också i likhet med oljefärg ommålas och laseras.